# Société scientifique du Bourbonnais pour l'étude et la protection de la nature
La Société scientifique du Bourbonnais pour l'étude et la protection de la nature dont le siège est situé à Moulins dans le département de l'Allier est l'une des plus anciennes sociétés de sciences naturelles de France.

## Historique
En 1888, le naturaliste bourbonnais Ernest Olivier crée à Moulins la Revue scientifique du Bourbonnais et du centre de la France. En 1922, le groupe informel réuni autour de cette revue crée la Société scientifique du Bourbonnais et du centre de la France, éditrice de la revue du même nom. En 1961, l'association précise son nom et devient la Société scientifique du Bourbonnais pour l'étude et la protection de la nature.

## Activités
La Société est agréée au titre de l'article L. 141-1 du Code de l'environnement dans un cadre interdépartemental: Allier, Nièvre, Saône-et-Loire, Puy de Dôme, Cantal, Haute-Loire, Creuse et Cher. 
La Société édite une revue annuelle de haut niveau. Elle organise des excursions et des réunions mensuelles où les sociétaires exposent leurs travaux et observations sur tous les domaines des sciences naturelles (géologie, paléontologie, entomologie, botanique, ornithologie...), de la préhistoire et de l'histoire des routes et chemins.
Elle réalise des inventaires de la faune et de la flore, relevant encore aujourd'hui de nouvelles espèces pour les départements concernés.